# 中村芳昭
中村 芳昭（なかむら よしあき、1947年 - ）は、日本の法学者。青山学院大学名誉教授。
日本大学経済学部教授を経て2016年3月まで青山学院大学法学部教授。専門は租税法、財政法、行政法、憲法。法学修士（日本大学）。日本租税理論学会　常任理事。青山学院大学法学会会長、青山学院大学大学院法学研究科ビジネス法務専攻主任などを務めた。

## 人物
石川県出身。1980年日本大学大学院法学研究科博士課程満期退学。日本大学教授、青山学院大学法学部教授を経て、現在青山学院大学名誉教授。

## 経歴
- 1947年 - 石川県生まれ。
- 1998年 - 青山学院大学法学部教授
- 2016年 - 青山学院大学名誉教授

## 社会的活動
- 1993/04～1997/03  財団法人日本不動産流通近代化センター不動産コンサルタント試験委員
- 1994/04  中小商工業研究所運営委員
- 1994/07  第16期日本学術会議公法学研究連絡委員会委員
- 1996/04～  行財政総合研究所監事
- 1997/07  第17期日本学術会議公法学研究連絡委員会委員
- 2002/05～2003/09  豊島区法定外税検討委員会の委員・同委員会会長 [1]
- 2003/06～  東京第一弁護士会綱紀委員会参与員

## 所属学会
- 租税法学会
- 日本公法学会
- 日本財政法学会
- International Fiscal Association (IFA)
- 日本租税理論学会
- 日本税法学会
- Lambda Alpha International
- 環境法政策学会
- 憲法理論学会
- 全国憲法研究会
- 日本法社会学会
- 日本民主主義科学者協会法律部会
- 日本不動産学会
- 日本土地法学会関東支部
- 経営行動研究学会

## 主な著書
- 『質問検査権の法理』(北野弘久編著)「現代資本主義と税務調査権」 （共同） 1974/02
- 『質問検査権の法理』(北野弘久編著)「学説判例」（共同） 1974/02
- 『コンメンタール相続税法』(北野弘久編著)｢第60条｣｢第61条｣（共同）1974/08
- 『判例研究日本税法体系3』(北野弘久編著)｢青色申告の趣旨｣｢課税処分等の理由付記｣ （共同） 1980/04
- 『判例研究日本税法体系4』(北野弘久編著)「納税者訴訟」 （共同） 1980/11
- 『市民のための行政訴訟』(兼子仁・北野弘久編著)｢国税と争訟｣｢源泉徴収関係の権利救済問題の検討｣｢国・自治体の財政支出作用に対する市民の争訟｣
- 『国民のための税制論』(不公平な税制をただす会編)「課税単位の問題」 （共同） 1984/01
- 『現代企業の行動分析』(日本大学経済学研究会編)「良心的軍事費納税拒否と裁判」 （共同） 1989/10
- 『現代の憲法理論』(憲法理論研究会編)「税財政の民主的統制」 （共同） 1990/04
- 『現代税法講義(二訂版)』(北野弘久編著)「地価税」 （共同） 1994/04
- 「地方税の改革」『中小業者のための税制改革』(中小商工業研究所編)  1997/07
- 『独立行政法人―その概要と問題点』「独立行政法人と財務会計制度」(第2部第5章)、独立行政法人FAQの8項目（第1部) （共同） 1999/11
- 「中小企業と税制(第6章)」『現代日本の中小商工業―国際比較と政策論―』(中小商工業研究所編)  2000/04
- 「第二編　第九章　財務　第一節　会計年度及び会計の区分　第208条、第209条　第二節　予算解説　第210条、第211条、第212条、第213条、第214条、第215条、第216条、第217条、第218条、第219条、第220条、第221条、第222条　第一一節　雑則　第243条の3、第243条の5」『基本法コンメンタール・地方自治法〔第四版〕』  2001/04
- 『税務行政の改革―手続き法から組織法へ―』序章「税務行政改革の必要性」, 第4章2「課税庁に対する税理士の守秘義務―質問検査権の場合―」(中村芳昭監修・東京税財政研究センター編) （共同） 2002/07
- 「税務行政」 池上岳彦編著『地方税制改革』（ぎょうせい、2004）
- 『差押え―実践・滞納処分の対処法』(中村芳昭監修・東京税財政研究センター編) （共同） 2012/11
- 『演習ノート　租税法』（共著編集、三木義一　法学書院、第3版）2013/09
- 『典型契約の税法務　弁護士のための税法×税理士のための民法』(中村芳昭・三木義一 監修（共同） 2018/04
- 『納税者のための租税の納付・徴収手続』(中村芳昭監修・東京地方税理士会編) （共同） 2019/10
- Duncan Bentley『納税者の権利 : 理論・実務・モデル 』(勁草書房) （監訳） 2023/10